# Maple Leaves
Maple Leaves är en EP av Jens Lekman, utgiven under artistnamnet Rocky Dennis. Skivan utgavs på svenska skivbolaget Service 2003 och på det kanadensiska skivbolaget Secretly Canadian året efter.

## Låtlista
Där inte annat anges är låtarna skrivna av Jens Lekman.

### Service Records
1. "Maple Leaves"
2. "Sky Phenomenon"
3. "Pocketful of Money"
4. "Black Cab"
5. "Someone to Share My Life With" (Television Personalities-cover)

### Secretly Canadian Records
1. "Maple Leaves"
2. "Sky Phenomenon"
3. "Black Cab"
4. "Someone to Share My Life With"

### Fotnoter
1. 1 2  ”Maple Leaves”. Discogs.com. http://www.discogs.com/Jens-Lekman-Maple-Leaves/release/2187693. Läst 12 april 2012.